# Barxamim
Barxamim (em armênio/arménio: Բարշամին; romaniz.: Baršamin), na mitologia armênia, era um deus do tempo ou do céu entre os armênios pré-cristãos. Ele provavelmente é derivado do deus semítico Baal-Xamim. Era cultuado num templo localizado em Tordã, no distrito de Daranália da Alta Armênia. Segundo Moisés de Corene, sua estátua foi levada da Mesopotâmia a Tordã por Tigranes II (r. 95–55 a.C.), que a embelezou com marfim, cristal e prata. No entanto, essa afirmação desconsidera o culto ancestral a Barxamim no planalto Armênio existente desde ao menos meados do II milênio a.C.. Segundo Agatângelo, era reconhecido como "de glória branca" (spitakap‘aṙ). Barxamim daria origem à personagem Barxã (Baršam) da épica histórica local e é caracterizado como antagonista de Arã, filho do patriarca Haico. Segundo Moisés, ao ser derrotado e morto por Arã, foi deificado na Síria,  onde uma lenda antiga afirma que era o ancestral dos sírios.